# Maurizio Memo
Maurizio Memo (Burano, 18 aprile 1950) è un ex calciatore e allenatore di calcio italiano, di ruolo portiere.

## Carriera
Portiere dalle buone doti tecniche, emerge dalle serie inferiori, dove aveva giocato per sei stagioni con il Padova, grazie al passaggio alla Reggiana, con la quale approda nel campionato di Serie B 1974-1975.
L'anno successivo viene ceduto al Foggia con cui ottiene la promozione in Serie A nel 1976, e nella quale rimane per altri due campionati in massima serie (1976-77 e 1977-78). Nel primo dei due offre un contributo determinante per il raggiungimento della salvezza; nel secondo, pur autore di alcune eccellenti prestazioni, non riesce a evitare alla sua squadra la retrocessione in Serie B, dovuta alla peggiore differenza reti nei confronti della Fiorentina.
Nell'estate 1978, dopo una trattativa durata molte settimane e a lungo bloccata dal rifiuto del suo predecessore, Franco Mancini, ad accettare il trasferimento a Foggia, Memo passa al Bologna; Mancini, dal canto suo, finisce al Perugia.
In avvio di torneo si conferma su buoni livelli, ma un lieve scadimento di forma alla fine del girone di andata, unito al cambio di allenatore sulla panchina rossoblù, con Marino Perani e poi Cesarino Cervellati al posto di Bruno Pesaola, ne determina l'avvicendamento con Giuseppe Zinetti.
L'ultima sua partita giocata in Serie A coincide con la sconfitta casalinga del Bologna a opera del Milan (0-1); dalla successiva trasferta di Perugia, ultima sfida del girone di andata, e per l'intero girone di ritorno, rimane in panchina. Pur accettando il ruolo di riserva, non manca di esprimere la sua amarezza verso le scelte fatte dal nuovo tecnico: scelte che, di fatto, vanificano l'esito della difficile trattativa estiva per il suo arrivo in rossoblù.
L'anno seguente viene ingaggiato dall'Atalanta, con cui disputa due stagioni nel campionato cadetto, per poi andare al Lanerossi Vicenza in Serie C1, dove nella stagione 1981-1982 prende parte alla vittoria della Coppa Italia di Serie C. Gioca in C1 anche con Treviso e SPAL, per poi concludere la carriera in Serie D con la maglia del Clodia Sottomarina. In carriera ha totalizzato complessivamente 74 presenze in Serie A, e 129 presenze in Serie B.
Appese le scarpe al chiodo, lavora come preparatore dei portieri alle dipendenze di molte società, soprattutto del Nord Italia. Nella stagione 2008-09 è stato allenatore in seconda della Sambonifacese.

## Palmarès

### Giocatore

#### Competizioni nazionali
- Coppa Italia Serie C: 1

L.R. Vicenza: 1981-1982